# Teresa Rohmann
Teresa Rohmann (* 24. Juli 1987 in Nürnberg) ist eine ehemalige deutsche Schwimmerin.

## Werdegang
Ihr größter sportlicher Erfolg war der Sieg bei den Kurzbahneuropameisterschaften 2004 über 200 m Lagen.
Sie beendete ihre aktive Karriere im Jahr 2007.
Teresa Rohmanns Hauptlage war das Lagenschwimmen. Sie trainierte gemeinsam mit Daniela Götz bei der SSG 81 Erlangen unter Roland Böller, der auch Hannah Stockbauer zu ihren Weltmeistertiteln begleitete.

## Erfolge
- Sieben deutsche Meistertitel zwischen 2003 und 2005 (über 100, 200 und 400 m Lagen)
- Zwei Bronzemedaillen bei den Kurzbahneuropameisterschaften 2003 in Dublin über 200 und 400 m Lagen
- Die Goldmedaille bei den Kurzbahneuropameisterschaften 2004 in Wien über 200 m Lagen, zudem eine Silbermedaille über 400 m Lagen und eine Bronzemedaille über 100 m Lagen
- Platz fünf bei den Olympischen Spielen 2004 in Athen über 200 m Lagen

Wegen mehrerer Verletzungen konnte Teresa Rohmann ab Mai 2005 nur noch einen einzigen Wettkampf absolvieren. Auch an den Weltmeisterschaften 2005, für die sie sich regulär qualifiziert hatte, konnte sie verletzungsbedingt nicht teilnehmen.

## Rekorde
| Deutsche Rekorde (1)    | Deutsche Rekorde (1) | Deutsche Rekorde (1) | Deutsche Rekorde (1) |
| ----------------------- | -------------------- | -------------------- | -------------------- |
| 200 m Lagen (Kurzbahn)  | 02:09,40 min         | 9. Dezember 2004     | Wien                 |
| (Stand: 2. August 2008) |                      |                      |                      |